# Dionysia involucrata
Dionysia involucrata är en viveväxtart som beskrevs av F.L. Zaprjagaev. Dionysia involucrata ingår i dionysosvivesläktet som ingår i familjen viveväxter. Inga underarter finns listade i Catalogue of Life.

## Bilder

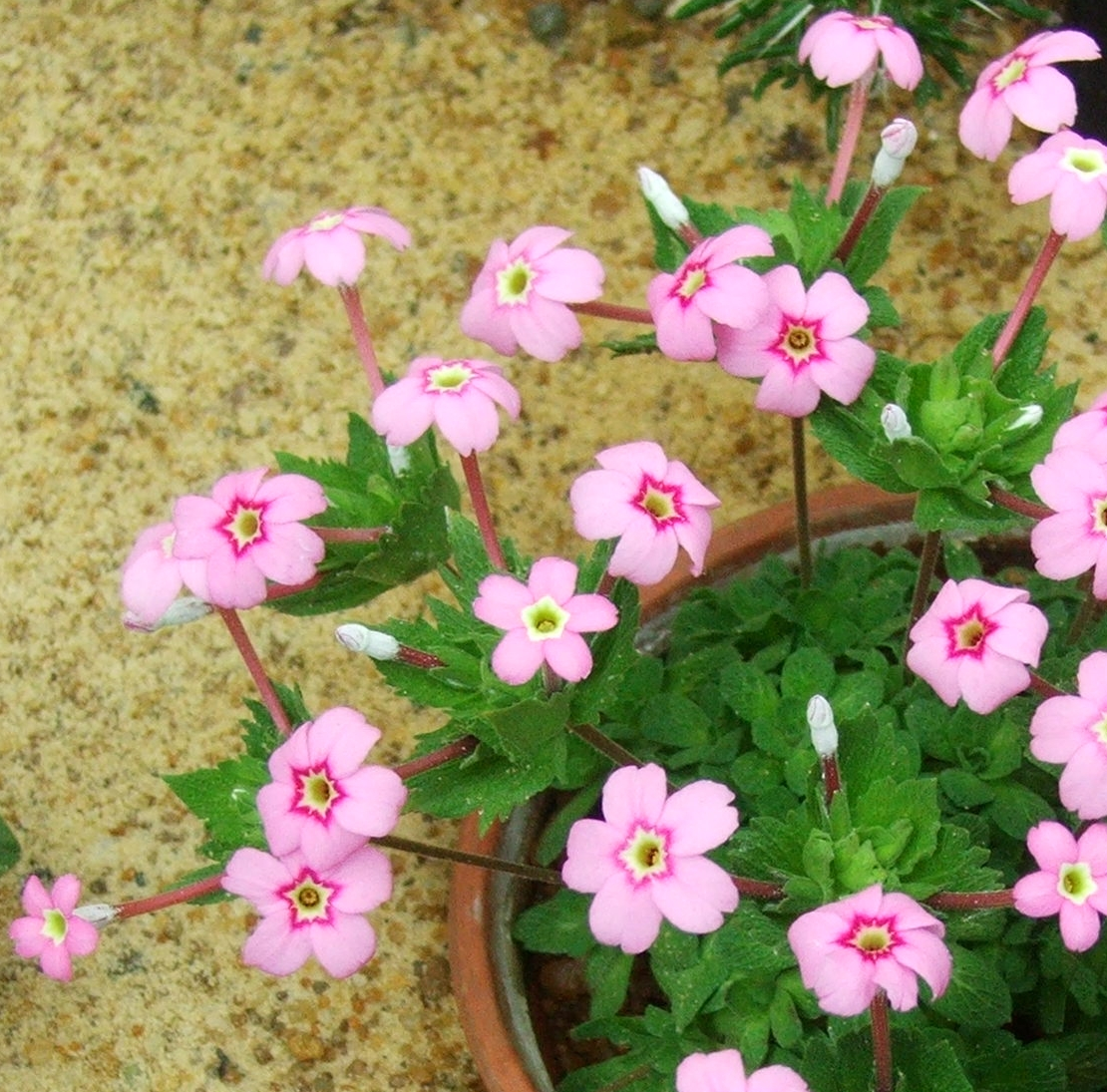
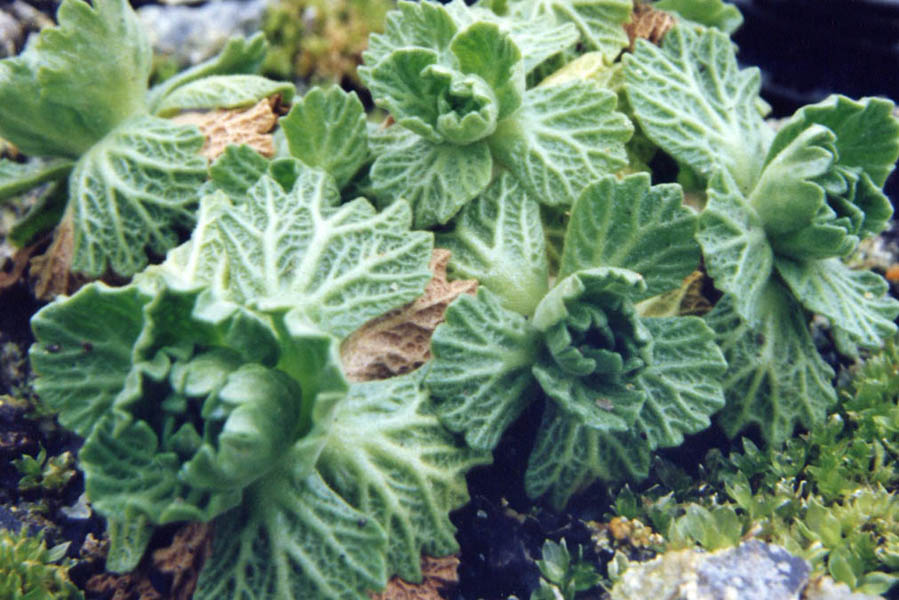
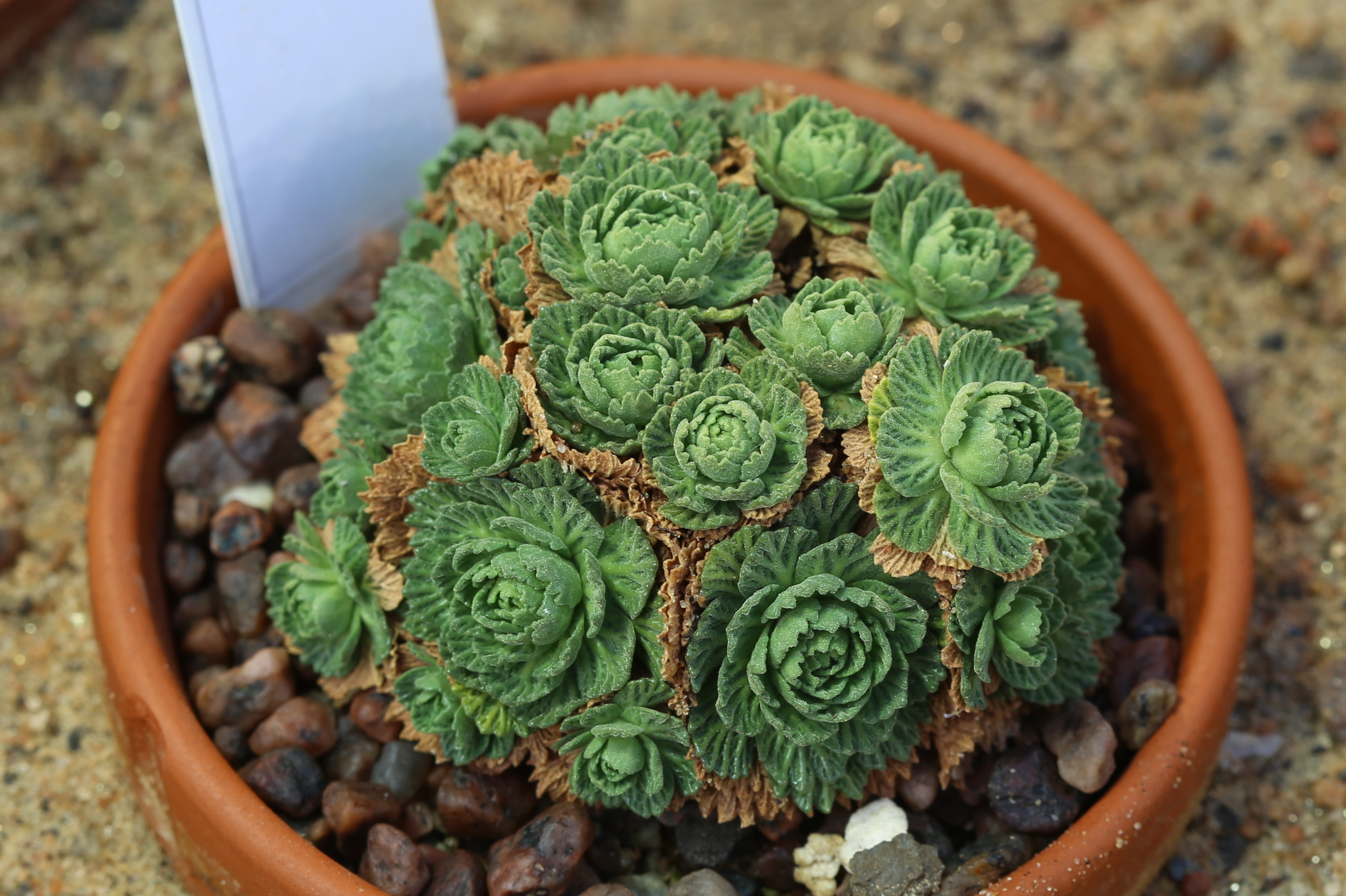